# Austropsopilio
Austropsopilio is een geslacht van hooiwagens uit de familie Caddidae.
De wetenschappelijke naam Austropsopilio is voor het eerst geldig gepubliceerd door Forster in 1955. 

## Soorten
Austropsopilio omvat de volgende 4 soorten:
- Austropsopilio altus
- Austropsopilio cygneus
- Austropsopilio inermis
- Austropsopilio novahollandiae